# Diastella flexuosocercata
Diastella flexuosocercata är en insektsart som beskrevs av Brunner von Wattenwyl 1891. Diastella flexuosocercata ingår i släktet Diastella och familjen vårtbitare. Inga underarter finns listade i Catalogue of Life.